# Victor Hensen
Christian Andreas Victor Hensen (10. února 1835 Schleswig – 5. dubna 1924 Kiel) byl německý fyziolog, embryolog a mořský biolog. Zavedl termín plankton v mořské biologii.

## Život
Victor Hensen se narodil v roce 1835 v rodině Hanse Hensena (1787–1846), ředitele ústavu pro hluchoněmé v Schleswigu. Jeho děd z matčiny strany byl lékař Carl Ferdinand Suadicani. Hensen studoval lékařství ve Würzburgu, Berlíně a Kielu, mimo jiné u Köllikera, Virchowa a Müllera. Po své promoci v roce 1859 učil nejprve jako prosektor a od roku 1864 do roku 1911 jako řádný profesor fyziologie na univerzitě v Kielu. V roce 1867 se stal členem pruské dolní komory. Z jeho iniciativy byla založena Pruská komise vědeckého průzkumu německých moří. V letech 1877/78, 1887/88 a 1888/89 byl rektorem CAU. V roce 1873 byl zvolen členem Leopoldiny.
Těžiště jeho zájmu bylo v anatomii a fyziologii smyslových orgánů. Byl znám jako vynálezce postupu výroby chemicky čistého glykogenu ze zvířecích tkání. V pozdějších letech se stala jeho hlavním zájmem mořská biologie. Vedl mnohé výzkumné expedice v Atlantiku, mezi nimi i Plankton-Expedition Humboldtovy nadace v roce 1889. Při tom obohatil výzkum planktonu o kvantitativní statistické metody. S pomocí jím speciálně navržené jemnooké hedvábné sítě odebíral vzorky z 200metrového vodního sloupce o ploše 0,1 metrů čtverečních. Namátkovým odběrem vzorků z různých míst oceánu odhadl Hansen celkové množství planktonu v horní 200metrové vrstvě vody. Je proto považován za „Otce kvantitativní ekologie planktonu“. Hensenův novátorský přístup a jím z toho odvozené závěry byly v odborných kruzích rozporuplně přijímány. Významným kritikem byl Ernst Haeckel.
„Vedle toho“ studoval Hensen v zahradě Kielského Biologického ústavu žížaly. Už v roce 1871 přednesl v Rostocku na toto téma přednášku během shromáždění Společnosti německých přírodovědců a lékařů s názvem „Über die Beziehungen des Regenwurms zur Urbarmachung des Bodens“ (O vztahu žížal k zúrodňování půd), kde se mimo jiné zmiňuje o tom, že žížaly provrtávají půdu do hloubky více než jeden metr a jejich chodbičky slouží kořenům rostlin. Po zveřejnění příspěvku o užitečnosti žížal získal v zemědělských kruzích vysoké uznání; také Charles Darwin vícekrát citoval Hensena ve své poslední publikaci The Formation of Vegetable Mould through the Action of Worms. Hensen tím motivoval agronoma Wollnyho, jenž považoval zprvu žížaly za škůdce a jenž chtěl Hensenův pohled vyvrátit, k provedení základního experimentu, ve kterém potvrdil, že žížaly značně zlepšují výnosy kulturních plodin.
Ke konci života byl Hensen předsedou Pruské komise vědeckého průzkumu německých moří.

## Ocenění
V roce 1975 po něm byla pojmenována výzkumná loď Victor Hensen. Jeho jméno nesou jím objevené struktury: Hensenovy buňky (podpůrné buňky na zevní straně Cortiho orgánu) či Hensenův uzlík (embryologie ptáků – lokální ztluštění ektodermu v centru zárodečného terčíku).

## Dílo
Výběr:
- Ueber die Befischung der deutschen Küsten. Berlin : Wiegandt, Hempel und Parey, 1874.
- Die Plankton-Expedition und Haeckels Darwinismus. Ueber einige Aufgaben und Ziele der beschreibenden Naturwissenschaften. Kiel : Lipsius und Tischer, 1891.
- Ergebnisse der Plankton-Expedition der Humboldt-Stiftung. 5 svazků (52 sešitů). Kiel und Leipzig : Lipsius und Tischer, 1892–1912.